# Laredo Remo Club
Laredo Remo Club es un club deportivo cántabro que ha disputado regatas en todas las categorías y modalidades de banco fijo, en bateles, trainerillas y traineras.

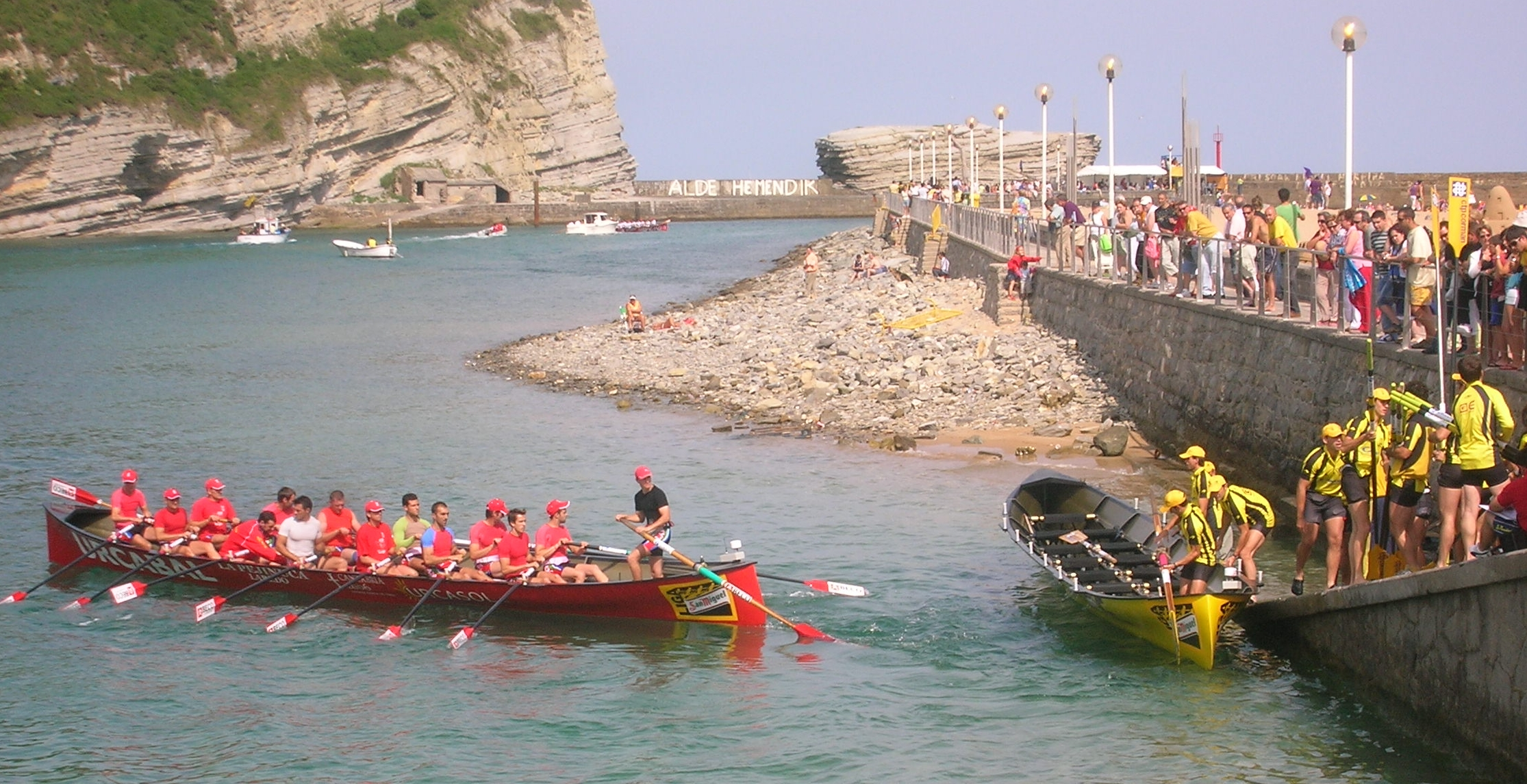
La Pejinuca en 2007.

## Historia
Una trainera de la localidad participó en la modalidad de traineras en el año 1924, y ganó la regata celebrada en la bahía de Santander con el nombre de La Joven Rosa. Posteriormente, en los años 1975, 1976, 1977, 1978, 1979 y 1981 con el nombre de "La Pejinuca" logró su mejor resultado con una tercera plaza en la Copa de 1976, en La Coruña, y una cuarta plaza en la I Bandera Villa de Bilbao del año 1978, año en el que también logró el subcampeonato Regional por detrás de Astillero y el segundo puesto en el GP de Astillero. A partir de 1981 no se vuelve a sacar la trainera pero ya en el año 2003 consiguen una tripulación para competir.
En 2005, la trainera de Laredo fue la cuarta clasificada en la liga Vasca (actualmente sería el equiparable a la Liga ARC). En 2006, debido a la expulsión de la Liga San Miguel de la Sociedad Deportiva de Remo Astillero por parte de los organizadores y según los estatutos debería de subir el primer clasificado de la misma zona geográfica del equipo que sale de la liga. Por tanto Laredo que estaba un puesto por encima del Club de Remo Ciudad de Santander subió a la Liga San  Miguel, además también habían ganado el play-off de la Liga ARC. Además esa temporada quedó segunda en la Bandera de Santander.
Durante el año 2006 los resultados no fueron buenos por lo que terminaron penúltimos en la liga y avocados a disputar el play-off de descenso a la liga ARC. En dicho play-off se enfrentaban a San Pedro, que habían ganado la Liga ARC, a Samertolameu, que había ganado la liga gallega y a San Juan que había quedado justo por debajo de Laredo en la Liga San Miguel. En la primera regata de la eliminatoria ganó San Pedro y en segunda posición y a 11 segundos se situó Laredo. En la segunda jornada se debía decidir todo y ganó otra vez San Pedro obligando a Laredo a quedar segunda o tercera en caso de que el segundo fuese Koxtape, y así ocurrió, Koxtape fue segunda a 1 segundo de San Pedro y Laredo quedó en tercera posición a tan solo 7 segundos del primero. Así Laredo superó a Koxtape y Samertolameu y se mantuvieron en la Liga San Miguel.
En 2007, el nivel mostrado fue superior al anterior y no pasaron tantos problemas para mantenerse en la división. Finalmente fueron décimos (de 12) y se salvaron de disputar el play-off. En 2008 quedaron duodécimos y en el play-off perdieron el derecho a participar en la liga ACT. En otoño el equipo fue disuelto por ser económicamente incapaz de afrontar sus deudas. En 2013, el club retoma su actividad deportiva, intentando recuperar la práctica de este deporte en el municipio, en sus dos modalidades: banco móvil y banco fijo.
En 2017 y 2018, participaron en la Liga ARC 2, sin grandes resultados. En 2019 y 2020 no sale la trainera al agua, pero en 2021 con el cambio de directiva, volvieron a participar en competiciones de traineras de ámbito regional. Hasta 2022 participaron en la liga combinada de la Federación Cántabra de Remo y en 2025 vuelven a estar inscritos en la Liga ARC 2, pero sin opción a ascenso por la normativa de cupos.

## Palmarés
- 1 Bandera Príncipe de Asturias: 2003
- 1 Bandera Ayuntamiento de Gozón: 2005
- 1 Bandera Centenario de La Voz de Avilés: 2007
- 1ª Jor.Clasificatoria Cantabra ARC
- 2ª Jor.Clasificatoria Cantabra ARC